# Орден Лицарів Тамплієрів Єрусалима - Великий Пріорат України
О́рден Ли́царів Тампліє́рів Єрусали́ма — Вели́кий Пріора́т Украї́ни — організація, створена в Україні згідно з правилами та рішеннями Міжнародного Ордену Тамплієрів Єрусалиму, заснованого у Швейцарії з реєстраційним номером СН-660-1972999-4.

## Напрямки роботи

### Допомога військовим госпіталям
Одним з пріоритетних напрямків діяльності Ордену в Україні є саме надання першочергової допомоги військово-медичним установам, розташованим на периферії, що має компенсувати їх недостатнє матеріально-технічне забезпечення з держбюджету.
Житомирський військовий госпіталь отримав 7 квітня 2015 шприци, хірургічні та перев'язочні матеріали на загальну суму 70 тисяч гривень і побутову техніку та 29 квітня отримав функціональні ліжка та апарат ультразвукової діагностики.
30 червня 2015 року Хмельницький військовий госпіталь отримав операційний стіл, дефібрилятор, набір хірургічних інструментів, крісла-каталки, милиці та перев'язочні матеріали.
У червні 2016 року Курахівська міська лікарня отримала меблі, обладнання тощо.
З 2017 надає допомогу пораненим у Київському військовому госпіталі.

### Національний конкурс дитячого малюнку «Мій батько лицар— захисник України»
Орден проводить щорічний конкурс дитячого малюнку «Мій батько лицар — захисник України» з грошовими нагородами.

### Допомога дитячим будинкам
Орден надавав підтримку Фастівському дитячому будинку. Дитячому будинку у Циблях на регулярній основі надається допомога у вигляді меблів, комп'ютерів, одягу, продуктів. Проводяться виїзні культурні заходи.

## Історія
2012 року створено командорство «Святий Миколай» у м. Києві під менторством Великого Пріорату Болгарії.
9 серпня 2013 року при офісному приміщенні в Києві зареєстрована благодійна організація «Благодійний фонд ОЛТЄ (Ордену лицарів тамплієрів Єрусалиму)», головою став Філіппов Анатолій Леонідович, а у 2018 році його замінив Сергієнко Микола Петрович (код у реєстрі ЄДРПОУ 38886382)
А вже 2014 року Сергієнко очолив ще одну, громадську організацію під назвою «Орден Лицарів Тамплієрів Єрусалима - Великий Пріорат України». За даними сайту "Кларіті", співзасновником став Котенко Олег Анатолійович.  Як повідомляє видання "Паспорт Києва" від 1 січня 2015 році, адресою офісу цієї організації, зареєстрованої у Київраді за номером 1420662, став житловий будинок у Подільському районі (м. Київ, вул. Копилівська, 31, кв. 33). 
За даними цього ж джерела, також у Києві у 2014 році за номером 1419905 при офісному приміщенні (м. Київ, просп. Космонавта Комарова, 6) зареєстрована дублююча організація - "Орден Лицарів Тамплієрів Єрусалима - Пріорат України".
19-22 лютого 2016 проведено I Конвент Пріорату України. В Конвенті взяли участь Великий Пріор Болгарії генерал-майор Румен Ралчев та Великий Пріор Сербії Драгутін Загорац.
13 жовтня 2016 року на Магістральній Раді Ордену Лицарів Тамплієрів Єрусалиму (OSMTH) яка пройшла у місті Софія, Болгарія, Пріорату України надано статус Великого Пріорату України, він визнаний повноправним членом Ордену.
27-28 травня 2017 проведено III Конвент Великого Пріорату України. В Конвенті взяли участь Великий Пріор Болгарії генерал-майор Румен Ралчев та Великий Пріор Німеччини Ельке Брюн.
2 червня 2018 проведено V Конвент Великого Пріорату України.